# 塞瓦斯托波爾 (印第安納州)
塞瓦斯托波爾（英語：Sevastopol）是位於美國印地安納州科西阿斯科縣的一個非建制地區。該地的面積和人口皆未知。